# Banco de prince
Pour plus de détails, voir Fiche technique et Distribution.
Banco de prince est un film français comico-sentimental réalisé par Michel Dulud, sorti en 1950.

## Synopsis
Pradier est un joueur de casino qui a perdu sa fortune en jouant. Pour tenter de se refaire, il se fait passer pour le prince d'Austravie. Mais Josette rencontre Lefevre, qui n'est autre que le véritable prince d'Austravie.

## Fiche technique
- Titre : Banco de prince
- Titre alternatif : Le Dauphin sur la plage[1]
- Réalisation : Michel Dulud
- Scénario : Michel Dulud, d'après sa pièce de théâtre Monseigneur
- Photographie : Léonce-Henri Burel
- Montage : Yvonne Martin
- Musique originale : Georges Van Parys
- Décors : Robert Bouladoux
- Son : Raymond Gauguier, Maurice Rémy et Ernest Senège
- Scripte : Francine Corteggiani
- Production : Gérard Brisseau
- Société de production : Artisans et Techniciens Associés
- Pays de production :  France
- Format : Noir et blanc - 1,37:1 - 35 mm - Son mono
- Genre : Film d'aventure
- Durée : 85 minutes (1 h 25)
- Date de sortie : 
  - France : 20 novembre 1950

## Distribution
- Lucien Baroux : Hasdrubal
- Yves Furet : Pradier
- Jacqueline Pierreux : Lucienne
- André Alerme : M. Max
- Alexandre Arnaudy : Le concierge
- Lucien Callamand : Le colonel
- Denise Cardi : Josette
- Roméo Carlès : M. Epars
- Luce Clament
- Pierre Cressoy : Le prince d'Austrasie, qui se fait passer pour M. Lefèvre
- Sylvie Février
- Suzie Jaspard
- Meg Lemonnier : Mme. Dubars
- Eliane Saint-Jean